# Teleologisches Argument
Das teleologische Argument (von τέλος, telos; auch teleologischer Gottesbeweis oder Intelligent-Design) ist ein Argument für die Existenz Gottes oder, allgemeiner, dass die komplexe Funktionalität der natürlichen Welt (vgl. der Uhrmacher-Analogie) auf einen intelligenten Schöpfer der Welt hindeutet.
Das Konzept einer Intelligenz hinter der natürlichen Ordnung ist sehr alt und wurde bereits im antiken Griechenland entwickelt. Denker im Judentum, Christentum und im Islam, sowie im Hinduismus und Konfuzianismus entwickelten Versionen des teleologischen Arguments. Später wurden in der westlichen Philosophie und schließlich im christlichen Fundamentalismus Varianten des Argumentes vom Design entwickelt. Heute wird dieses u. a. von Befürwortern der Intelligent-Design-Bewegung vertreten. 

## Geschichte

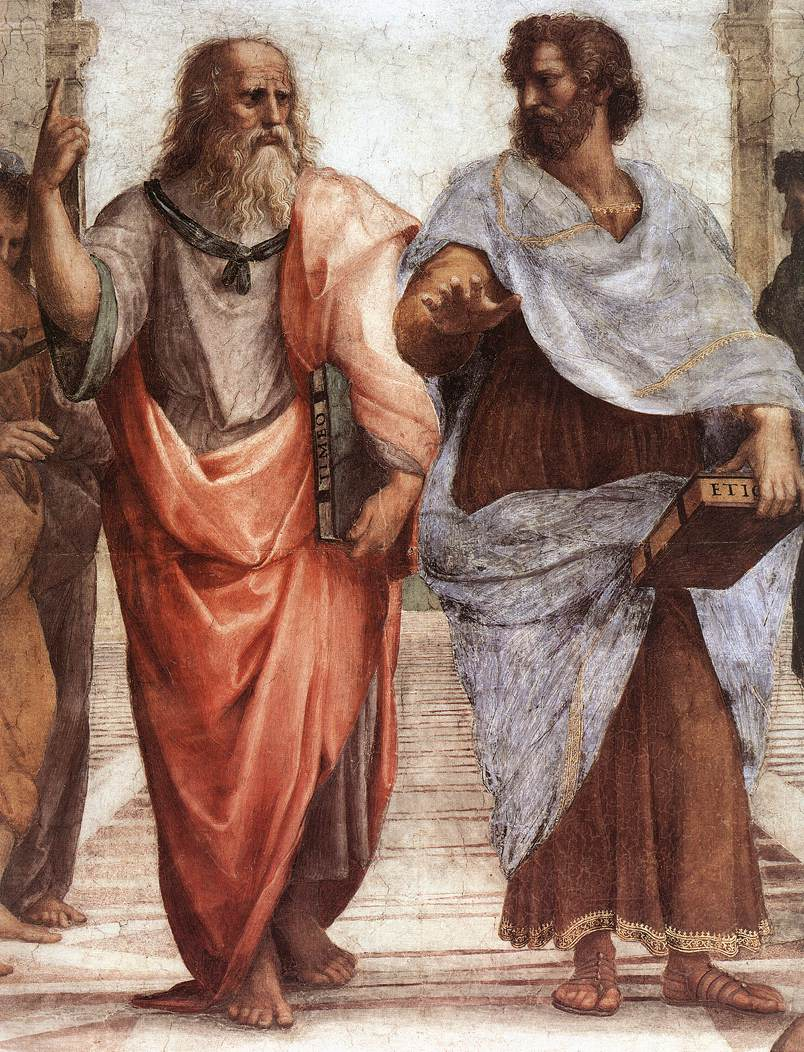
Platon und Aristoteles, hier in der „Schule von Athen“, entwickelten beide philosophische Argumente, die sich mit der scheinbaren Ordnung des Universums (logos) befassen

Die frühesten aufgezeichneten Versionen dieses Arguments werden mit Sokrates im antiken Griechenland in Verbindung gebracht, obwohl er dabei wahrscheinlich ein älteres Argument aufgriff, welches auf Anaxagoras Bezug nahm. Anaxagoras ist der erste, von dem mit Sicherheit bekannt ist, dass er ein solches Konzept mit dem Wort Nous erklärt hat. In seinem Philebos lässt Platon Sokrates wie folgt sprechen: „Alle Philosophen sind sich einig – wobei sie sich wirklich selbst erhöhen –, dass der Geist (nous) König des Himmels und der Erde ist. Vielleicht haben sie Recht.“ und stellt später fest, dass die anschließende Diskussion „die Äußerungen derer bestätigt, die einst erklärten, dass der Geist (nous) immer das Universum regiert“. Platon und Aristoteles entwickelten komplexe Ansätze für die Idee, dass der Kosmos eine intelligente Ursache hat, aber es waren die Stoiker, die unter ihrem Einfluss „die Reihe von kreationistischen Argumenten entwickelten, die allgemein unter der Bezeichnung The Argument from Design bekannt sind“. Eine frühe Version der Uhrmacher-Analogie kommt in Ciceros De natura deorum vor, in dem er einen Charakter sagen lässt: „Wenn Sie eine Sonnenuhr oder eine Wasseruhr sehen, erkennen Sie, dass sie die Zeit nach einem bestimmten Plan und nicht zufällig anzeigt. Wie können Sie sich dann vorstellen, dass das Universum als Ganzes ohne Zweck und Intelligenz ist, wenn es alles umfasst, einschließlich dieser Artefakte selbst und ihrer Erschaffer?“
Ebenfalls bereits im klassischen Griechenland entwickelten sich zwei Ansätze für das teleologische Argument, die sich darin unterscheiden, ob die natürliche Ordnung buchstäblich geschaffen wurde oder nicht. Der nicht-kreationistische Ansatz beginnt am deutlichsten bei Aristoteles, obwohl viele Denker, wie die Neuplatoniker, glaubten, dass dies bereits von Platon beabsichtigt war. Dieser Ansatz ist nicht im einfachen Sinne kreationistisch, denn er stimmt zwar zu, dass eine kosmische Intelligenz für die natürliche Ordnung verantwortlich ist, lehnt aber die Vorstellung ab, dass dies einen „Schöpfer“ erfordert, der diese Ordnung physisch erstellt und aufrechterhält. Die Neuplatoniker fanden das teleologische Argument nicht überzeugend, und in diesem Punkt folgten ihnen mittelalterliche Philosophen wie Al-Farabi und Avicenna. Später hielten Averroes und Thomas von Aquin das Argument für akzeptabel, aber nicht unbedingt für das beste Argument.

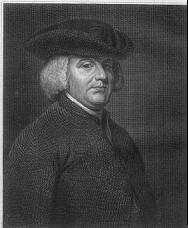
William Paley etablierte die Uhrmacher-Analogie

Die abrahamitischen Religionen haben das teleologische Argument in vielfältiger Weise verwendet. Im Mittelalter verwendeten islamische Theologen wie al-Ghazālī das Argument, obwohl es von koranischen Theologen als unnötig und von vielen islamischen Philosophen als nicht überzeugend abgelehnt wurde. Marcus Minucius Felix, ein frühchristlicher Schriftsteller, argumentierte in einer Schrift für die Existenz Gottes anhand der Analogie eines geordneten Hauses: „Angenommen, du gehst in ein Haus und findest alles sauber, ordentlich und gepflegt, so würdest du sicher annehmen, dass es einen Herrn hat, und zwar einen viel besseren als die guten Dinge, sein Eigentum; wenn du also in diesem Haus des Universums überall am Himmel und auf der Erde die Zeichen der Voraussicht, der Ordnung und des Gesetzes siehst, darfst du dann nicht annehmen, dass der Herr und Urheber des Universums schöner ist als die Sterne selbst oder als irgendein Teil der ganzen Welt?“ Später wurde das teleologische Argument von Thomas von Aquin akzeptiert und als fünfter seiner „Fünf Gottesbeweise“ aufgenommen. Im frühneuzeitlichen England waren Geistliche wie William Turner und John Ray bekannte Befürworter. 1713 veröffentlichte William Derham seine Physico-theology, in der er versuchte, das Wesen und die Eigenschaften Gottes anhand seiner Schöpfungswerke nachzuweisen. Später veröffentlichte der englische Theologe William Paley in seiner 1802 erschienenen Natural Theology eine bedeutende Darstellung des Design-Arguments mit seiner Version der Uhrmacher-Analogie und der ersten Verwendung des Ausdrucks „Argument aus dem Design“.
Seit seinen Anfängen gab es zahlreiche Kritiken an den verschiedenen Versionen des teleologischen Arguments und seine Antworten wurden durch die nichtteleologische moderne Naturwissenschaft herausgefordert. Besonders wichtig waren die Argumente von David Hume in seinen 1779 veröffentlichten Dialoge über natürliche Religion und die Erklärung der biologischen Komplexität in Charles Darwins Über die Entstehung der Arten von 1859. Seit den 1960er Jahren waren Paleys Argumente einflussreich für die Entwicklung einer schöpfungswissenschaftlichen Bewegung, die Ausdrücke wie „Design by an intelligent designer“ verwendete, und nach 1987 wurde dies in „intelligent design“ umbenannt, gefördert von der Intelligent-Design-Bewegung. Beide Bewegungen haben das teleologische Argument benutzt, um gegen das moderne wissenschaftliche Verständnis der Evolution zu argumentieren und zu fordern, dass übernatürliche Erklärungen der Welt in den Lehrplänen der US-amerikanischen öffentlichen Schulen gleichberechtigt behandelt werden sollten.

## Befürwortende Positionen
Eine Übersicht für in der Moderne gemachten Begründungen und befürwortende Positionen des Arguments.

### Wahrscheinlichkeitsbezogene Argumente
In den Jahren 1928 und 1930 veröffentlichte F. R. Tennant seine Philosophical Theology, ein Versuch, wissenschaftliches und theologisches Denken zu verbinden. Er schlug dafür eine Version des teleologischen Arguments vor, die auf der Akkumulation der Wahrscheinlichkeiten jeder einzelnen biologischen Anpassung beruht. „Tennant räumt ein, dass naturalistische Erklärungen wie die Evolutionstheorie jede der von ihm angeführten individuellen Anpassungen erklären können, aber er besteht darauf, dass in diesem Fall das Ganze die Summe seiner Teile übersteigt: Der Naturalismus kann jede einzelne Anpassung erklären, aber nicht deren Gesamtheit.“ Richard Swinburne berief sich in seiner Arbeit auf Argumente Tennants, versuchte diese allerdings methodologisch zu verfeinern. Er verwendet die Bayessche Statistik und sieht das Argument für die Existenz Gottes grade in Kombination mit Kausalitätsargumenten und persönlichen mystischen Erfahrungen als valide an. Swinburne schreibt:

„Die Existenz von Ordnung in der Welt bestätigt die Existenz Gottes nur dann, wenn die Existenz dieser Ordnung in der Welt wahrscheinlicher ist, wenn es einen Gott gibt, als wenn es ihn nicht gibt. ... die Wahrscheinlichkeit einer Ordnung der richtigen Art ist sehr viel größer, wenn es einen Gott gibt, und so dass die Existenz einer solchen Ordnung die Wahrscheinlichkeit, dass es einen Gott gibt, stark erhöht.“

Der US-amerikanische Philosoph Alvin Plantinga bietet in seinem Buch God and Other Minds eine Wahrscheinlichkeitsversion des teleologischen Arguments an:

„Jedes kontingente Objekt, von dem wir wissen, ob es das Produkt eines intelligenten Entwurfs war oder nicht, war das Produkt eines intelligenten Entwurfs.
Das Universum ist ein kontingentes Objekt.
Also ist das Universum wahrscheinlich entworfen.“

Im Anschluss an Plantinga hat Georges Dicker eine leicht abweichende Version vorgelegt:

„A. Die Welt ... zeigt eine erstaunliche teleologische Ordnung.
B. Alle Objekte, die eine solche Ordnung aufweisen, ... sind Produkte intelligenten Designs.
C. Wahrscheinlich ist die Welt ein Ergebnis von intelligentem Design.
D. Wahrscheinlich existiert Gott und hat die Welt erschaffen.“

### Feinabstimmung der Naturkonstanten
Die Feinabstimmung der Naturkonstanten bezieht sich auf die überraschende Präzision der physikalischen Konstanten der Natur und des Anfangszustands des Universums. Um den gegenwärtigen Zustand des Universums zu erklären, setzen die bisherigen wissenschaftlichen Theorien voraus, dass die physikalischen Konstanten der Natur und der Anfangszustand des Universums äußerst präzise Werte haben. Das ist statistisch unwahrscheinlich und bisher nicht einfach zu erklären. Für die Feinabstimmung der Naturkonstanten wird deshalb unter anderem eine teleologischen Erklärung herangezogen.

### Unwahrscheinliche Effektivität der Mathematik
William Lane Craig hat ein Argument vorgeschlagen, das von der Philosophie der Mathematik beeinflusst ist. Dieses Argument bezieht sich auf die Tatsache, dass wir durch die Verwendung mathematischer Konzepte viel über die natürliche Welt herausfinden können. So schreibt Craig, „Peter Higgs und jeder andere Wissenschaftler könne sich an seinen Schreibtisch setzen und mit Hilfe mathematischer Gleichungen die Existenz eines fundamentalen Teilchens vorhersagen, das die Experimentatoren dreißig Jahre später, nachdem sie Millionen von Dollar und Tausende von Arbeitsstunden investiert haben, endlich nachweisen können“. Er bezeichnet die Mathematik als die „Sprache der Natur“ und widerlegt zwei mögliche Erklärungen dafür. Erstens wirft die Vorstellung, dass es sich um abstrakte Gebilde handelt, die Frage nach ihrer Anwendbarkeit auf. Zweitens antwortet er auf die Frage, ob es sich lediglich um nützliche Fiktionen handelt, indem er vorschlägt, die Frage zu stellen, warum diese Fiktionen so nützlich sind. Unter Berufung auf Eugene Wigner, der sein Denken beeinflusst hat, fasst er sein Argument wie folgt zusammen:

„1. Wenn es Gott nicht gäbe, wäre die Anwendbarkeit der Mathematik nur ein glücklicher Zufall.
2. Die Anwendbarkeit der Mathematik ist nicht nur ein glücklicher Zufall.
3. Deshalb existiert Gott.“

### Intelligent Design
Die Anhänger des Intelligent Design behaupten, dass sich bestimmte Eigenschaften des Universums und des Lebens auf der Erde nur durch einen intelligenten Urheber erklären lassen und nicht durch einen Vorgang ohne solche Leitung, wie die natürliche Selektion. Befürworter halten das Universum nicht nur für durch eine höhere Intelligenz geschaffen, sondern suchen nach einer wissenschaftlichen Bestätigung wiederholter wundersamer Eingriffe in die Geschichte des Lebens und argumentieren, dass ihre theistische Wissenschaft in naturwissenschaftlichen Klassenzimmern gelehrt werden sollte. Der Reduktionismus und Materialismus der modernen Naturwissenschaften wurde von einigen Anhängern des Intelligent Design als eigene quasi religiöse Überzeugungen verunglimpft. Konzepte, die für Intelligent Design von zentraler Bedeutung sind, sind die nichtreduzierbare Komplexität (eine Variante der Uhrmacher-Analogie) und die spezifizierte Komplexität (welche dem Feinabstimmungsargument sehr ähnlich ist). Viele Wissenschaftler widersprachen der Behauptung, dass intelligentes Design wissenschaftlich sei, und seine Einführung in den naturwissenschaftlichen Lehrplan eines Schulbezirks in Pennsylvania führte 2005 zum Prozess Kitzmiller gegen Dover Area School District, in dem vom Gericht entschieden wurde, dass die Argumente für „intelligentes Design“ im Wesentlichen religiöser Natur und nicht Teil der Wissenschaft seien.

### Die Welt als interagierendes Ganzes
Der Theologe Norris Clarke machte gegenüber seinen Professorenkollegen an der Fordham University ein Argument geltend, das von Peter Kreeft in seinem Buch Twenty Arguments for the Existence of God (1994) populär gemacht wurde. Das Argument besagt, dass Komponenten universell zueinander geordnet sind und durch diese Verbindungen definiert werden (z. B. sind alle zwei Wasserstoffatome so angeordnet, dass sie mit einem Sauerstoffatom eine Verbindung bilden). Daher ist keiner der Teile selbst-ausreichend und nicht im Einzelnen erklärbar. Das Ganze kann jedoch auch nicht erklärt werden, da es aus einzelnen Teilen besteht. Daraus lassen sich drei Schlussfolgerungen ziehen: Erstens, da sich das System in keiner Weise selbst erklären kann, bedarf es einer wirksamen Ursache. Zweitens muss es ein intelligenter Geist sein, weil die Einheit jeden Teil übersteigt, und daher muss es als Idee konzipiert worden sein, weil per Definition nur eine Idee Elemente zusammenhalten kann, ohne ihre Unterscheidbarkeit zu zerstören oder zu verschmelzen. Eine Idee kann ohne Schöpfer nicht existieren, daher muss es einen intelligenten Geist als Ursache geben. Drittens muss der kreative Geist transzendent sein, denn wenn er es nicht wäre, würde er sich auf das System von Raum und Zeit verlassen, obwohl er es geschaffen hat. Eine solche Idee sei absurd. Deshalb sei das Universum auf einen transzendenten kreativen Geist angewiesen.

### Dritter Weg
Der Genetiker James A. Shapiro von der University of Chicago stellt in der Boston Review fest, dass Fortschritte in der Genetik und Molekularbiologie und „die zunehmende Erkenntnis, dass Zellen über molekulare Computernetzwerke verfügen, die Informationen über interne Vorgänge und über die äußere Umgebung verarbeiten, um steuernde Entscheidungen zu treffen, welche Wachstum, Bewegung und Differenzierung beeinflussen“, Auswirkungen auf das teleologische Argument haben. Shapiro gibt an, dass diese „natürlichen Gentechnik“-Systeme radikale Reorganisationen des „genetischen Apparats innerhalb einer einzelnen Zellgeneration“ bewirken können. Shapiro schlägt vor, was er einen „Dritten Weg“ nennt; eine nicht-kreationistische, nicht-darwinistische Art der Evolution:

„Welche Bedeutung hat eine entstehende Schnittstelle zwischen Biologie und Informationswissenschaft für das Denken über Evolution? Es eröffnet die Möglichkeit, die zentrale Frage, die von Fundamentalisten auf beiden Seiten der kreationistisch-darwinistischen Debatte so heftig umstritten ist, eher wissenschaftlich als ideologisch anzugehen: Ist bei der Entstehung von Arten, die exquisite Anpassungen aufweisen, eine leitende Intelligenz am Werk?“

In seinem Buch Evolution: A View from the 21st Century verweist Shapiro auf dieses Konzept der „natürlichen Gentechnik“, das sich seiner Meinung nach als problematisch erwiesen hat, da einige Wissenschaftler der Meinung sind, dass es das Argument des intelligenten Designs untermauert. Er schlägt vor, dass „den Zellen funktionsorientierte Fähigkeiten zugeschrieben werden können“, auch wenn dies „die Art von teleologischem Denken ist, von der Wissenschaftler gelernt haben, sie um jeden Preis zu vermeiden“.

## Kritik

### Klassische Kritik
Die ursprüngliche Entwicklung des Designarguments erfolgte als Reaktion auf atomistische, ausdrücklich nicht-teleologische Naturverständnisse. Sokrates reagierte, wie Platon und Xenophon berichten, auf solche Naturphilosophen. Während von den Debatten der hellenistischen und römischen Epoche weniger überliefert ist, geht aus Quellen wie Cicero und Lucretius hervor, dass die Debatte über Generationen hinweg andauerte und einige der Analogien noch heute verwendet werden, wie etwa die Uhrmacher-Analogie und das Infinite-Monkey-Theorem. Während die Stoiker zu den bekanntesten Befürwortern des Designarguments wurden, wurden die atomistischen Gegenargumente von den Epikureern verfeinert. Einerseits kritisierten sie die angeblichen Beweise für intelligentes Design und die Logik der Stoiker. Auf der anderen Seite standen sie vor der Herausforderung zu erklären, wie ungesteuerter Zufall etwas bewirken kann, das wie eine rationale Ordnung erscheint. Ein Großteil dieser Verteidigung drehte sich um Argumente wie das Infinite-Monkey-Theorem. Demokrit hatte solche Argumente offenbar bereits zur Zeit des Sokrates verwendet und gesagt, dass es unendlich viele Planeten geben wird und nur einige eine Ordnung haben wie der Planet, den wir kennen. Aber die Epikureer verfeinerten dieses Argument, indem sie vorschlugen, dass die tatsächliche Anzahl der Atomarten in der Natur klein und nicht unendlich sei, wodurch es weniger zufällig sei, dass nach einer langen Zeitspanne bestimmte geordnete Ergebnisse eintreten würden.

### David Hume

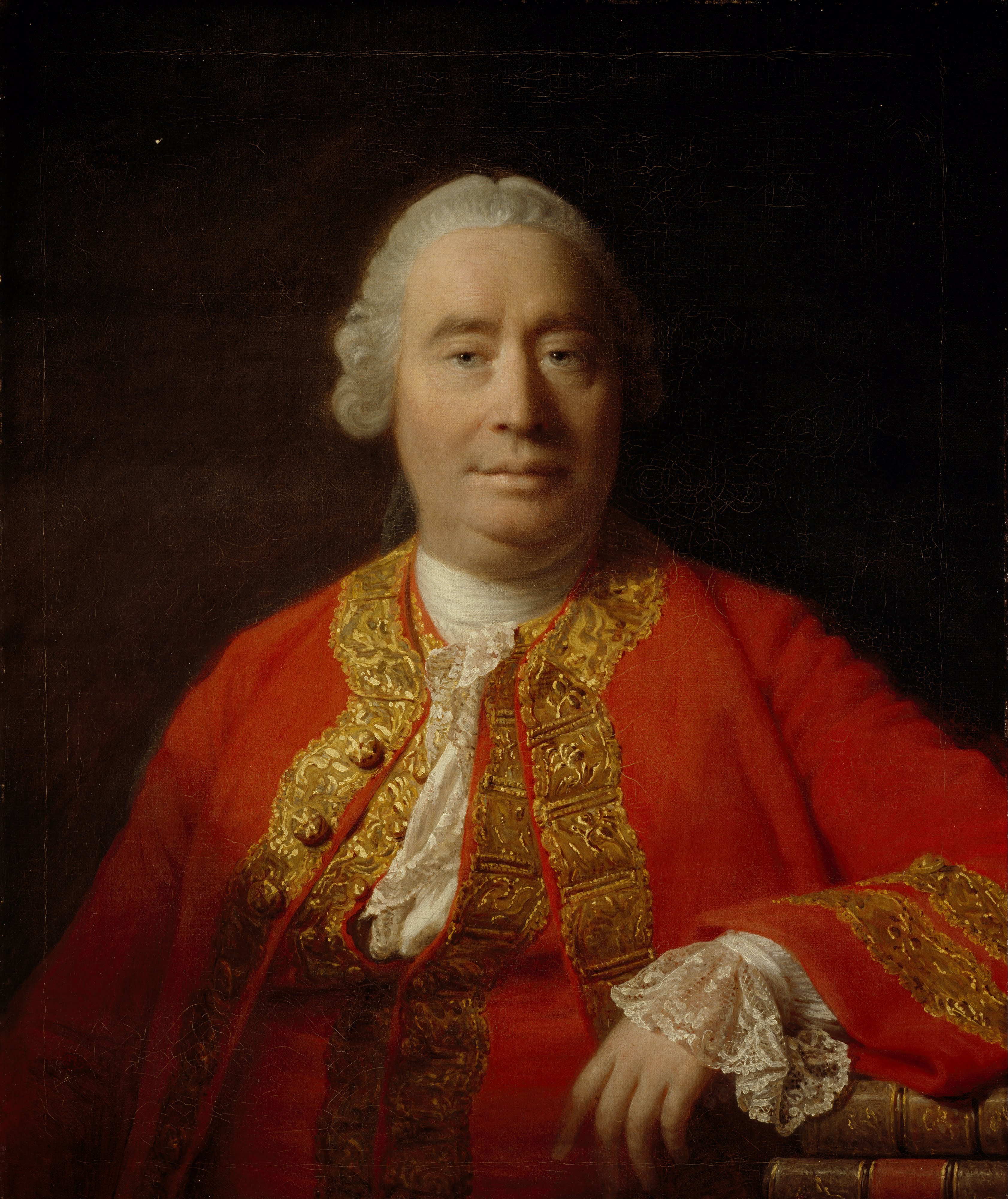
David Hume (1766)

Der schottische Philosoph David Hume schrieb im 18. Jahrhundert in seinem Werk Eine Untersuchung über den menschlichen Verstand folgendes:

„Nur wenn sich herausstellt, dass zwei Arten von Objekten ständig miteinander verbunden sind, können wir auf die eine von der anderen schließen. ... Wenn Erfahrung, Beobachtung und Analogie tatsächlich die einzigen Leitfäden sind, denen wir bei Schlussfolgerungen dieser Art vernünftigerweise folgen können; Sowohl die Wirkung als auch die Ursache müssen eine Ähnlichkeit und Ähnlichkeit mit anderen Wirkungen und Ursachen aufweisen, die, wie wir festgestellt haben, in vielen Fällen miteinander verbunden sind. ... [Die Befürworter des Arguments] gehen immer davon aus, dass das Universum, eine Wirkung, die ganz einzigartig und beispiellos ist, der Beweis einer Gottheit ist, eine Ursache, die nicht weniger einzigartig und beispiellos ist.“

Auch in Dialoge über natürliche Religion äußert sich Hume über die Thematik. Die Figur Philo, ein religiöser Skeptiker, äußert hier Humes Kritik an dem Argument. Er argumentiert, dass das Designargument auf einer fehlerhaften Analogie beruht, da wir die Gestaltung eines Universums im Gegensatz zu von Menschenhand geschaffenen Objekten nicht miterlebt haben und daher nicht wissen, ob das Universum das Ergebnis von Design war. Darüber hinaus macht die Größe des Universums die Analogie problematisch: Obwohl unser Teil des Universums Ordnung aufweist, kann in anderen Teilen des Universums Chaos herrschen. Philo argumentiert:

„Ein sehr kleiner Teil dieses großen Systems ist für uns in sehr kurzer Zeit nur sehr unvollkommen entdeckt; und äußern wir uns daher entschieden über den Ursprung des Ganzen?“

Philo schlägt auch vor, dass die Ordnung in der Natur allein auf die Natur zurückzuführen sein könnte. Wenn die Natur ein Ordnungsprinzip in sich trägt, ist die Notwendigkeit eines Gestalters nicht mehr gegeben. Philo argumentiert, dass, selbst wenn das Universum tatsächlich gestaltet ist, bedeutet dies nicht, dass der Gestalter ein allmächtiger, allwissender, wohlwollender Gott sein muss – der Gott des klassischen Theismus.

### Immanuel Kant
Immanuel Kant bezeichnete das teleologische Argument als den physikotheologischen Beweis und behandelte es in seiner Kritik der reinen Vernunft. Obwohl er es als „das älteste, klarste und der menschlichen Vernunft am besten entsprechende“ bezeichnete, lehnte er es dennoch ab und überschrieb Abschnitt VI mit den Worten: „Von der Unmöglichkeit eines physikotheologischen Beweises.“ Kant akzeptierte einige von Humes Kritikpunkten und schrieb, dass das Argument „höchstens Intelligenz in der Anordnung der Materie des Universums und damit der Existenz nicht eines ‚Höchsten Wesens‘, sondern eines ‚Architekten‘ beweist“. Der Versuch, die Existenz Gottes mit dem Argument zu beweisen, erforderte „einen versteckten Rückgriff auf das ontologische Argument“.

### Voltaire
In seinem Traité de métaphysique argumentierte Voltaire, dass, selbst wenn das Designargument die Existenz eines mächtigen intelligenten Designers beweisen könnte, es nicht beweisen würde, dass dieser Designer Gott sei.

„.. aus diesem einzigen Argument kann ich nichts weiter schließen, als dass es wahrscheinlich ist, dass ein intelligentes und überlegenes Wesen die Welt geschickt vorbereitet und gestaltet hat. Daraus allein kann ich nicht schließen, dass dieses Wesen Materie aus dem Nichts gemacht hat und dass es in jeder Hinsicht unendlich ist.“

### Richard Dawkins
Richard Dawkins übt in seinem Buch Der Gotteswahn scharfe Kritik an intelligentem Design. In diesem Buch argumentiert er, dass die Berufung auf intelligentes Design keine Erklärung für die Biologie liefern kann, da sie nicht nur die Frage nach der Herkunft des Designers selbst aufwirft, sondern auch zusätzliche Fragen aufwirft: Ein intelligenter Designer selbst muss weitaus komplexer und schwieriger zu erklären sein als alles andere was er in der Lage ist, zu entwerfen. Er glaubt, dass die Wahrscheinlichkeit, dass Leben auf einem Planeten wie der Erde entsteht, um viele Größenordnungen unwahrscheinlicher ist, als die meisten Menschen denken würden, aber das anthropische Prinzip wirkt der Skepsis hinsichtlich der Unwahrscheinlichkeit wirkungsvoll entgegen. Beispielsweise schlug der Astronom Fred Hoyle vor, dass das Potenzial für Leben auf der Erde nicht wahrscheinlicher sei als die Montage einer Boeing 747 durch einen Hurrikan auf dem Schrottplatz. Dawkins argumentiert, dass ein einmaliges Ereignis zwar der Unwahrscheinlichkeit unterworfen ist, die natürliche Selektion jedoch, wenn sie erst einmal stattgefunden hat, kein Zufall mehr ist. Darüber hinaus verweist er auf sein Gegenargument zum gleichnamigen Argument aus der Unwahrscheinlichkeit:

„Das Argument der Unwahrscheinlichkeit ist das große Argument. In der traditionellen Gestalt des Designarguments ist es heute mit Sicherheit das beliebteste Argument für die Existenz Gottes und wird von einer erstaunlich großen Zahl von Theisten als völlig überzeugend angesehen. Es ist in der Tat ein sehr starkes und, wie ich vermute, unbeantwortbares Argument – aber genau in die entgegengesetzte Richtung zur Absicht des Theisten. Das Argument der Unwahrscheinlichkeit, richtig eingesetzt, kommt dem Beweis nahe, dass Gott nicht existiert.
Die kreationistische Übernahme des Arguments aus der Unwahrscheinlichkeit nimmt immer die gleiche allgemeine Form an und macht keinen Unterschied ... [wenn es] „intelligentes Design“ (ID) genannt wird. Ein beobachtetes Phänomen – oft ein Lebewesen oder eines seiner komplexeren Organe, aber es könnte alles sein, von einem Molekül bis hin zum Universum selbst – wird zu Recht als statistisch unwahrscheinlich gepriesen. Manchmal wird die Sprache der Informationstheorie verwendet: Der Darwinist wird aufgefordert, die Quelle aller Informationen in lebender Materie im technischen Sinne des Informationsgehalts als Maß für Unwahrscheinlichkeit oder „Überraschungswert“ zu erklären ... Wie statistisch unwahrscheinlich die Entität auch sein mag, die Sie suchen, um dies durch die Berufung auf einen Designer zu erklären, muss der Designer selbst mindestens ebenso unwahrscheinlich sein. Gott ist die ultimative Boeing 747.
... Das ganze Argument dreht sich um die bekannte Frage „Wer hat Gott erschaffen?“ ... Ein Designergott kann nicht zur Erklärung organisierter Komplexität herangezogen werden, da jeder Gott, der in der Lage ist, alles zu entwerfen, komplex genug sein müsste, um selbst die gleiche Art von Erklärung zu verlangen. Gott präsentiert einen infiniten Regress. Dieses Argument ... zeigt, dass Gott zwar technisch nicht widerlegbar, aber in der Tat sehr, sehr unwahrscheinlich ist.“

Kritiker haben behauptet, dass Dawkins das teleologische Argument, insbesondere die Version von Thomas von Aquin, grundlegend missversteht und einen Strohmann widerlegt.

### Analogismus
Das Designargument kann als Analogismus angegriffen werden. Befürworter des intelligenten Designs gehen davon aus, dass natürliche und von Menschenhand geschaffene Objekte viele ähnliche Eigenschaften haben und dass von Menschenhand geschaffene Objekte einen Designer haben. Daher ist es wahrscheinlich, dass auch natürliche Objekte designt sein müssen. Befürworter müssen jedoch nachweisen, dass alle verfügbaren Beweise berücksichtigt wurden. Eric Rust argumentiert, dass wir, wenn wir von vertrauten Objekten wie Uhren sprechen, „eine Grundlage haben, um von einem solchen Objekt auf seinen Designer zu schließen“. Allerdings ist das „Universum ein einzigartiger und isolierter Fall“ und wir haben nichts, womit wir es vergleichen könnten, also „haben wir keine Grundlage, um eine Schlussfolgerung zu ziehen, wie wir sie bei einzelnen Objekten machen können.“

### Theologische Kritik
Einige Theologen lehnen den Einsatz menschlicher Vernunft und Wissenschaft ab, um Gottes Existenz zu beweisen, und betonen, dass bei diesem Unterfangen der Glaube allein Vorrang hat.

### Andere Kritik
George H. Smith weist in seinem Buch Atheism: The Case Against God darauf hin, was seiner Meinung nach ein Fehler in der Designargumentation ist:

„Betrachten Sie nun die Idee, dass die Natur selbst das Produkt von Design ist. Wie könnte dies nachgewiesen werden? Die Natur ... liefert die Vergleichsbasis, anhand derer wir zwischen gestalteten Objekten und natürlichen Objekten unterscheiden. Wir können nur insoweit auf das Vorhandensein von Design schließen, als die Eigenschaften eines Objekts von natürlichen Eigenschaften abweichen. Daher bedeutet die Behauptung, dass die Natur als Ganzes geschaffen wurde, die Grundlage zu zerstören, auf der wir zwischen Artefakten und natürlichen Objekten unterscheiden.“